# Myzozoa
Myzozoa ou Miozoa (miozoários) são protistas alveolados, constituídos em grupo taxonómico (filo) por Thomas Cavalier-Smith, que foi modificando, ao longo do tempo, a sua proposta de classificação (o termo Myzozoa substituiu o de Miozoa apenas em 2004). Em 1999 considerava o grupo como superfilo.